# Мартынов, Николай Васильевич (бизнесмен)
Мартынов, Николай Васильевич (род. 1957) — крупный белорусский предприниматель, основатель, владелец 90 % акций и генеральный директор СООО «Марко», заслуженный работник промышленности Республики Беларусь (2011), с 2004 года член Совета Республики Национального собрания Республики Беларусь.

## Биография
С 1978 году помощник мастера Витебской чулочно-трикотажной фабрики «КИМ».
1990 эксперт коммерческого отдела совместного белорусско-германского предприятия «Белвест».
В 1991 окончил Институт политологии и социального управления Коммунистической партии Белоруссии, политолог, преподаватель социально-политических дисциплин
.
В 1991 вместе с тремя компаньонами основал производственно-коммерческую фирму «ЛМ+МК», специализировавшуюся на производстве и оптовой продаже изделий из искусственного меха.
1994 организовал производство мужской обуви под товарным знаком «Марко».
Женат, имеет сына и дочь.
Сын Павел Мартынов, директор «Сан-Марко».
Дочь Мартынова Раиса Николаевна,.
Младший брат Виктор Мартынов,  бывший депутат Витебского горсовета.

## Награды
- «Лучший предприниматель Республики Беларусь в сфере производства» (1997).
- «Лучший предприниматель Витебской области» (1997—1999).
- «Лучший предприниматель-организатор рабочих мест» (2001).
- «Лучший предприниматель-налогоплательщик» (2001).
- Награждён почетной грамотой Совета министров (2001).
- Медаль «За трудовые заслуги»
- Юбилейная медаль «60 лет Победы в Великой Отечественной войне 1941—1945 гг.»
- Юбилейная медаль «90 лет Вооружённых сил Республики Беларусь»
- Медаль «65 лет освобождения Республики Беларусь от немецко-фашистских захватчиков»
- Юбилейная медаль «65 лет Победы в Великой Отечественной войне 1941—1945 гг.»
- Орден «Содружество» (28 ноября 2013 года, Межпарламентская ассамблея СНГ) — за активное участие в деятельности Межпарламентской Ассамблеи и её органов, вклад в укрепление дружбы между народами государств — участников Содружества Независимых Государств[6].
- Медаль «МПА СНГ. 25 лет» (27 марта 2017 года, Межпарламентская ассамблея СНГ) — за заслуги в деле развития и укрепления парламентаризма, за вклад в развитие и совершенствование правовых основ функционирования Содружества Независимых Государств, укрепление международных связей и межпарламентского сотрудничества[7].